# Nyéki-patak
A Nyéki-patak, vagy másik nevén Kis-patak a Bükk-vidék területén ered, a Miskolci-Bükkalján, Miskolc várostól délre, Borsod-Abaúj-Zemplén vármegyében, mintegy 170 méteres tengerszint feletti magasságban. A patak forrásától kezdve déli, majd délnyugati irányban halad Emődig, majd itt éri el a Kulcsár-völgyi-patakot.

## Partmenti települések
- Miskolc
- Emőd